# 1778 na ciência

## Eventos
- Observação ou predição do elemento químico Molibdénio[1]
- Antoine Lavoisier, considerado "o pai da química moderna",[2] identifica e nomeia o oxigênio, reconhecendo sua importância para a combustão.[3]

## Nascimentos
| Data | Nome | Profissão | Nacionalidade | Observações | Ref |
| ---- | ---- | --------- | ------------- | ----------- | --- |

## Mortes
| Data | Nome | Profissão | Nacionalidade | Observações | Ref |
| ---- | ---- | --------- | ------------- | ----------- | --- |

## Prémios
Medalha Copley
- Charles Hutton[4]